# Euqueri (consell eclesiàstic)
Euqueri fou un bisbe gal del segle v i començaments del segle vi que fou membre del consell eclesiàstic de la Gàl·lia els anys 524, 527 i 529. Se sap que fou bisbe, però no la seu (en tot cas no fou Lió).